# Закон и порядок: Специальный корпус (сезон 12)
Премьера двенадцатого сезона полицейского процедурала «Закон и порядок: Специальный корпус» состоялась 22 сентября 2010 года на американском телеканале NBC; заключительная серия сезона вышла в эфир 18 мая 2011 года. В общей сложности, двенадцатый сезон состоял из двадцати четырёх эпизодов.

## Актеры и персонажи

### Основной состав
- Кристофер Мелони — детектив Эллиот Стейблер
- Маришка Харгитей — детектив Оливия Бенсон
- Ричард Белзер — сержант Джон Манч
- Айс Ти — детектив Фин Тутуола
- Би Ди Вонг — доктор Джордж Хуанг
- Тамара Тюни — доктор Мелинда Уорнер
- Дэнн Флорек — капитан Дон Крейген

### Специально приглашённая звезда
- Дайан Нил — помощник окружного прокурора Кейси Новак

## Эпизоды
| № общий | № в сезоне | Название                       | Режиссёр                       | Автор сценария                | Дата премьеры    | Зрители в США (млн) |
| --- | ---------- | ------------------------------ | ------------------------------ | ----------------------------- | ---------------- | ------------------- |
| 249 | 1          | «Locum» «Временная замена»     | Артур У. Форни                 | Дон Денун                     | 22 сентября 2010 | 9,68                |
| Маленькая девочка сбегает из дома от чрезмерно заботливых родителей. Вскоре её находят на вокзале со взрослым мужчиной. В спецкорпусе ребёнок оставляет записку с просьбой о помощи. - Приглашенные звезды: Генри Иан Кьюсик, Джоан Кьюсак и Бэйли Мэдисон                                                                                              |            |                                |                                |                               |                  |                     |
| 250 | 2          | «Bullseye» «В яблочко»         | Питер Лето                     | Дэниел Трули                  | 22 сентября 2010 | 9,68                |
| В магазин заходит израненная девочка. Детективы полагают, что её били и насиловали в доме родителей — психически больной матери и отчима-игромана. Однако вскоре выясняется, что это дело рук серийного насильника-педофила. - Приглашенные звезды: Генри Иан Кьюсик и Руби Джеринс                                                                     |            |                                |                                |                               |                  |                     |
| 251 | 3          | «Behave» «Манера поведения»    | Хелен Шейвер                   | Джонатан Грин                 | 29 сентября 2010 | 9,48                |
| Оливия ищет насильника, который изнасиловал девушку четыре раза в течение 15 лет, преследуя её по всей стране. Детективы выясняют, что она не единственная жертва этого извращенца. - Приглашенные звезды: Дженнифер Лав Хьюитт и Скит Ульрих |            |                                |                                |                               |                  |                     |
| 252 | 4          | «Merchandise» «Товар»          | Питер Лето                     | Джудит Маккрири               | 6 октября 2010   | 8,69                |
| Пятнадцатилетнюю девочку сбивает машина. По мнению медэксперта, авария только ускорила неизбежную смерть девочки: в ближайшее время она бы всё равно умерла от хронического недоедания, систематических побоев и изнасилований, которым она подвергалась на протяжении долгого времени. - Приглашенная звезда: Глория Рубен                             |            |                                |                                |                               |                  |                     |
| 253 | 5          | «Wet» «Сырость»                | Джонатан Каплан                | Спид Уид                      | 13 октября 2010  | 8,13                |
| Труп молодой женщины найден в городском фонтане. Однако причиной её гибели стало не удушение во время изнасилования, а отравление наркотическими грибами. - Приглашенные звезды: Зак Гренье и Пола Паттон |            |                                |                                |                               |                  |                     |
| 254 | 6          | «Branded» «Заклейменные»       | Питер Лето                     | Крис Бранкато                 | 20 октября 2010  | 8,74                |
| Несколько мужчин из вполне благополучных семейств изнасилованы в собственных квартирах инородными предметами после инъекции транкливизатором. Детективам предстоит выяснить, что именно связывает этих мужчин. - Приглашенные звезды: Майкл Глэдис и Кевин Алехандро                                                                                    |            |                                |                                |                               |                  |                     |
| 255 | 7          | «Trophy» «Трофей»              | Донна Дейч                     | Кен Сторер                    | 3 ноября 2010    | 8,13                |
| В белье, сданном в прачечную, найден обескровленный труп молодой девушки. У подозреваемого в этом преступлении находят кольцо, принадлежащее женщине, изнасилованной сорок лет назад. - Приглашенные звезды: Мария Белло и Ли Эрми - Сюжет серии продолжается в десятом эпизоде двенадцатого сезона под названием «Избавление»                          |            |                                |                                |                               |                  |                     |
| 256 | 8          | «Penetration» «Проникновение»  | Питер Лето                     | Кристин М. Торрес и Дон Денун | 10 ноября 2010   | 7,18                |
| Жертвой изнасилования стала агент ФБР, работающая под прикрытием. На неё напали у неё дома. Детективам нужно выяснить что это, случайное нападение или месть из-за раскрытого прикрытия. - Приглашенная звезда: Марша Гей Харден |            |                                |                                |                               |                  |                     |
| 257 | 9          | «Gray» «Серость»               | Хелен Шейвер                   | Джордж Хуанг                  | 17 ноября 2010   | 7,65                |
| Студентка заявляет об изнасиловании, которое случилось, по её словам, год назад, после вечеринки. Детективы разбираются с этим инцидентом вместе с дисциплинарным комитетом колледжа. |            |                                |                                |                               |                  |                     |
| 258 | 10         | «Rescue» «Избавление»          | Питер Лето и Константин Макрис | Дэниел Трули                  | 1 декабря 2010   | 9,22                |
| На вечеринке найдена раненая молодая женщина, которая впоследствии умирает от нанесённой ей травмы головы. Незадолго до этого она опубликовала свой интимный дневник, подробно описав всех своих сексуальных партнеров. - Приглашенная звезда: Мария Белло - Сюжет серии имеет предысторию в седьмом эпизоде двенадцатого сезона под названием «Трофей» |            |                                |                                |                               |                  |                     |
| 259 | 11         | «Pop» «Папуля»                 | Норберто Барба                 | Джонатан Грин                 | 5 января 2011    | 10,60               |
| В парке аттракционов найден мертвым десятилетний мальчик. Детективы находят его дядю, который заставлял ребёнка участвовать в боях с другими детьми. |            |                                |                                |                               |                  |                     |
| 260 | 12         | «Possessed» «Одержимый»        | Константин Макрис              | Брайан Фейган                 | 5 января 2011    | 10,60               |
| Детективы ищут необычного насильника, нападающего как на взрослых женщин, так и на маленьких девочек. - Приглашенные звезды: Дэвид Патрик Келли и Тэрин Мэннинг |            |                                |                                |                               |                  |                     |
| 261 | 13         | «Mask» «Маска»                 | Донна Дейч                     | Спид Уид                      | 12 января 2011   | 8,39                |
| В собственной квартире жестоко изнасилована молодая женщина. Детективы предполагают, что насильник является пациентом психиатрической клиники отца этой женщины. - Приглашенная звезда: Джереми Айронс |            |                                |                                |                               |                  |                     |
| 262 | 14         | «Dirty» «Грязь»                | Хелен Шейвер                   | Джудит Маккрири               | 19 января 2011   | 6,97                |
| Полицейскую из отдела по борьбе с наркотиками сбросили с крыши. Для скорейшего раскрытия убийства Бенсон начинает работать с коллегой и лучшей подругой жертвы. - Приглашенная звезда: Шохре Агдашлу |            |                                |                                |                               |                  |                     |
| 263 | 15         | «Flight» «Полёт»               | Алекс Чаппл                    | Дон Денун и Кристин М. Торрес | 2 февраля 2011   | 8,81                |
| В изнасиловании двенадцатилетней девочки подозревается миллионер, окруженный влиятельными друзьями из полиции. Однако, он выдвигает ответные обвинения — в изнасиловании его несовершеннолетней девочкой. - Приглашенная звезда: Колм Фиори |            |                                |                                |                               |                  |                     |
| 264 | 16         | «Spectacle» «Спектакль»        | Питер Лето                     | Крис Бранкато                 | 9 февраля 2011   | 7,89                |
| По внутриуниверситетской компьютерной сети передают видео изнасилования молодой девушки. Идущим по следу детективам приходится заниматься не только поисками этой девушки, но и пропавшего несколько лет назад младшего брата преступника. |            |                                |                                |                               |                  |                     |
| 265 | 17         | «Pursuit» «Преследование»      | Джонатан Каплан                | Джудит Маккрири               | 16 февраля 2011  | 7,31                |
| На протяжении 25 лет ведущая программы «Хищник по соседству» ищет свою сестру. В этом ей помогают детектив Бенсон и помощник прокурора Соня Пэкстон - Приглашенная звезда: Дебра Мессинг |            |                                |                                |                               |                  |                     |
| 266 | 18         | «Bully» «Задира»               | Хелен Шейвер                   | Кен Сторер                    | 23 февраля 2011  | 8,02                |
| Бенсон и Стейблер считают, что генеральный директор винной компании убила своего финансового директора. Однако другие сотрудники компании отказываются свидетельствовать против начальницы. - Приглашенная звезда: Кейт Бертон |            |                                |                                |                               |                  |                     |
| 267 | 19         | «Bombshell» «Красотка»         | Патрик Кридон                  | Дэниел Трули                  | 23 марта 2011    | 8,84                |
| Директор крупной военной компании ранен в паховую область на парковке. Нападение носит явно сексуальный характер и приводит детективов в элитный свинг-клуб. - Приглашенные звезды: Роуз Макгоуэн и Райан Херст |            |                                |                                |                               |                  |                     |
| 268 | 20         | «Totem» «Тотем»                | Джонатан Каплан                | Джонатан Грин                 | 30 марта 2011    | 8,54                |
| На улице в чемодане найдено тело пропавшей накануне девочки. В руках ребёнка — кукла. Впервые детективы подозревают, что преступник — женщина. - Приглашенные звезды: Элизабет Митчелл и Джереми Айронс |            |                                |                                |                               |                  |                     |
| 269 | 21         | «Reparations» «Возмещение»     | Константин Макрис              | Кристин М. Торрес             | 6 апреля 2011    | 8,29                |
| Девушка изнасилована в доме лучшей подруги. Сначала она обвиняет брата подруги, а потом развозчика овощей. Оба они чернокожие, и это становится линией защиты адвоката. В спецкорпус возвращается помощник прокурора Кейси Новак. - Приглашенная звезда: Терренс Ховард                                                                                 |            |                                |                                |                               |                  |                     |
| 270 | 22         | «Bang» «Бах!»                  | Питер Лето                     | Спид Уид                      | 4 мая 2011       | 8,53                |
| Оставленный во дворе детского центра ребёнок приводит детективов к «репродуктивному насильнику», у которого, по самым скромным подсчетам, уже более 20 детей. - Приглашенная звезда: Джон Стеймос |            |                                |                                |                               |                  |                     |
| 271 | 23         | «Delinquent» «Правонарушитель» | Холли Дейл                     | Дон Денун                     | 11 мая 2011      | 8,10                |
| Арестованный, за проникновение в квартиру соседки, 14-летний подросток обвиняет детектива Стэйблера в сексуальном домогательстве во время допроса. В ходе расследования выясняется, что парень является серийным убийцей и насильником. - Приглашенная звезда: Рита Уилсон                                                                              |            |                                |                                |                               |                  |                     |
| 272 | 24         | «Smoked» «Дым»                 | Хелен Шейвер                   | Джонатан Грин и Дэниел Трули  | 18 мая 2011      | 8,98                |
| На глазах семнадцатилетней девушки убивают её маму. Через неделю должен был состоятся суд над насильником погибшей. - Приглашенная звезда: Педро Паскаль |            |                                |                                |                               |                  |                     |